# ふじみ野市散弾銃男立てこもり事件
ふじみ野市散弾銃男立てこもり事件（ふじみのしさんだんじゅうおとこたてこもりじけん）とは、2022年（令和4年）1月27日に埼玉県ふじみ野市において発生した立てこもり事件である。この事件は発生から11時間後に埼玉県警察特殊戦術班（STS）が閃光弾を使用して容疑者を逮捕したことにより解決した。

## 概要
本件被疑者であるA（事件当時66歳男）は、自身の母親が2022年1月26日に死亡すると、母親が利用していた在宅クリニックの診療内容について医療関係者を逆恨みし、翌27日、同クリニックの関係者を自宅に呼び出した。Aは、医師B（44歳男性）と理学療法士C（41歳男性）を散弾銃で撃ち、散弾銃を押さえようとした医療相談員E（32歳男性）の顔面に催涙スプレーを吹きかけ、屋外に逃げていた医療相談員D（42歳男性）を狙って散弾銃を撃ったが当たらなかった。Aは屋内に残されたBを人質に取り自宅に立てこもった。約11時間後の28日午前8時ごろ、複数の捜査員が閃光弾を放ってA方に突入、Aは逮捕され、Bの死亡が確認された。
また本件人質が重傷を負い、時間的猶予がない状況であるにも関わらず、警察による被害者救出および被疑者の逮捕が大幅に遅れたことも批判の対象となっている。

## 経緯
同居する母親の介護をしていた男Aは、2017年1月ごろから、医師Bの在宅医療や理学療法士CらによるA方でのリハビリ施術を母親に受けさせるために、Bが理事長を務める医療法人が運営する在宅クリニックおよび在宅訪問看護を利用していた。
2022年1月26日15時45分ごろ、少し前から症状を悪化させていたAの母親は92歳で死亡が確認された。Aはこれに対し、Bに蘇生措置を求め、BはAの母親に強心剤を投与したものの、心臓マッサージは行わなかった。
翌27日、A（66歳）は、理学療法士C（41歳男性）ら2人と医療相談員としてAの電話対応をしていたD （42歳男性）のことが納得いかないとして線香をあげにくるよう求めた。これを受けて医師B（44歳男性）は、C・Dを含む7名で同日午後9時にA方を訪れることを決めた。
BらがA方を訪れるまでの間に、Aは母親が亡くなったことを悔やむ中で、Bの死亡直前の対応やC・Dらの過去のリハビリ法や相談対応に恨みを募らせ、「断ずる」とした上で、自害するなどと記したメモを作成した。また、かねてから所有していた散弾銃2丁や弾丸の準備をした。
同日21時ごろ、Bら7名がA方を訪問すると、Aは「死後72時間以内であれば蘇生する可能性がある」と主張してBに対して母親に心臓マッサージをするよう求めたが、Bはこれを断り、エコー検査をしてAの母親の心臓が停止していることをAに示した。すると、Aは銃身が長いモデルガンをBに示し、天井にBB弾を発射して見せて、購入するよう求めたがBはこれも断った。Aは、Bらが線香をあげている間にモデルガンと準備していた散弾銃をすり替えた。
21時15分ごろ、Aは散弾銃を撃ち、線香をあげ終えたBの胸部とCの腹部に各1発ずつ命中させた。この直後、Aが持っていた散弾銃を医療相談員E（32歳男性）が押さえようとしてきたため、Aは「お前はやんねえ」と言って Eの顔面に催涙スプレーを吹きかけた。さらに、Aは屋外に逃げていたDにも発砲したが命中しなかった。ここまでの間にCを含む６名はA方から外に逃げ出していた。
Aは医師Bを人質に取ってA方に籠城したため、埼玉県警察本部は警察官359名を現場周辺に動員し、付近の避難所に99世帯214人を避難させる事態となった。
Aは捜査員との電話交渉の中で、「母と同じあの世に行くのが目的なものですから」「どうせ死ぬんだったら、悪い意味で道連れじゃないんですけどね、やってやろうかというそういう気持ちでやってしまったことなんですよね」「本当だったらもう今日来てる人、女性以外は、あと私の銃を奪った眼鏡をかけた背の高い男の子以外は、全部もう撃つつもりだったんですよ」と語った。また、Aは警察に「人質は大丈夫だ」などと伝えていたがBは重体の状態であり、埼玉県警察本部刑事部捜査第一課長によると「生存しているとの想定の下で交渉を続けていた」ということで長時間の間警察は自宅突入を行わなかった。
Aは複数回の電話での捜査員による説得に対し「（Bを）救出したい」「動かない」などと精神的に不安定な様子を示すようになり、そのうち応答しなくなった。事件発生11時間後の翌日 午前8時になってやっと警察が閃光弾を放って自宅に突入したが、玄関脇の6畳間の和室で胸を銃撃されたBが仰向けになって倒れており、心肺停止となり死亡が確認された。側には母親の遺体と散弾銃が置かれていたという。Aはベッドと掃き出し窓の狭い隙間に身を隠していたが身柄を確保された。現場突入による被疑者確保と人質の救出が事件発生11時間後になったことについて、埼玉県警察本部刑事部捜査第一課長は「できるだけのことはやった」と語った。
Cは一命を取り留めたものの、胆のう全摘出を伴う肝損傷、腸壁瘢痕ヘルニアなどの重傷を負った。
7月1日、さいたま地方検察庁はAを殺人や殺人未遂などの罪で起訴した。

## 裁判
2023年12月12日、さいたま地方裁判所はAに対し求刑通り無期懲役の判決を言い渡した。
弁護側は殺意を否認していたものの、小池健治裁判長はこれを退け、「強固な殺意に基づく冷酷な犯行」として殺意を認定した。また、量刑については、「無期懲役刑か死刑にすることも視野に入れて検討をした」上で、死亡者が1名にとどまり、検察が無期懲役の求刑にとどめていることを踏まえ、「死刑を選択する事が真にやむを得ないものというには躊躇を覚える」とした。
小池裁判長は判決を言い渡したあと、Aに対して「あなたが介護を頑張り、母親を亡くした悲しさの大きさは分かるが、銃を使って不満を晴らすことは決して許されない。あなたは母親を十分にみとることができた一方、B先生は前日にわずかに妻や子どもと話をするのみで、十分に話が出来ず突然銃弾を受け、どれだけ無念だったか。あなたはB先生の命を奪った深刻さや重大さについていまだ見つめ直せていないように思う。いかに愚かな判断をして冷酷な犯行をしたのか、B先生の家族や被害者をどれだけ苦しめたのか分かってほしい。そこからあなたの償いが始まると思う」と語った。
13日、Aの弁護人は判決を不服として東京高等裁判所に控訴した。
2025年3月11日、東京高裁は一審さいたま地裁の判決を支持し、被告側の控訴を棄却した。被告側は「医師の右ひざ辺りを狙って発射した」と殺意はなかったと主張したが、石井俊和裁判長は目撃証言から殺傷能力の高い散弾銃を使い至近距離で医師の胸のあたりに発射したことを認め、殺意はあったと判断した。

## 事件前のAの行動
医師Bが所属する医師会には2021年（令和3年）1月から翌年、2022年1月24日までの間にAから母親の診療方針について十数回にわたって電話相談があったといい、母親を入院させるよう勧める医師 Bの意見に反対し在宅で介護を続けたいと話しており、埼玉県警は母親が死亡したことで容疑者が診療に当たっていた関係者を逆恨みした可能性があるとして慎重に動機を調査した。
Aの母親が10年以上通っていた病院の関係者はAが医師の判断や治療方針を巡ってトラブルを繰り返していたことを明かし、Aは母親の事になると感情の歯止めが利かず、「うちの母親を（先に待つ他の患者より）先に診ろ」などと求め、職員が断ると大声で怒鳴り散らすことが度々あったという。母親の肺を検査した際にはAはステロイド系の薬を処方するよう要求したが、重大な症状は出ていなかったことからステロイドを使用しないことを勧められると「専門医なのに何も分かっていない」などと書いた長文の抗議文を提出しており、胃カメラを使う検査では担当者の変更を迫ったこともあったという。

## 対応

### 埼玉県
埼玉県は事件を受けた安全確保対策として、2022年12月、在宅医療や訪問介護などの従事者向けに、患者や利用者、その家族から受けた暴力行為やハラスメントについての相談窓口を設けた。 電話やメールを通じて相手との接し方や、警察への通報時の注意点などを、実際に医療機関などでクレーム対応にあたってきた経験を持つ相談員がアドバイスする。

### ふじみ野市
事件を受け、在宅医療や訪問介護などの従事者の安全確保を目指す「守る条例」を制定する予定。条例案は、地域医療・介護の担い手が安心して従事できるよう、信頼関係の構築を目標に置く。市民には「適切な医療・介護の利用に努める」ことを責務とし、医師や介護福祉士らの側には「患者や利用者、その家族の立場を理解する」よう求める。